# Stoofvlees
A stoofvlees vagy carbonade flamande egy a magyar pörkölthöz hasonló belga étel. A pörkölthöz hasonlóan marhahúsból, ritkábban lóhúsból készül, de a végeredmény nem annyira fűszeres-paprikás, inkább kicsit édesebb, savanykásabb. A stoofvlees az éttermeken kívül gyorsétkezdékben és a jellegzetes belga kifőzdékben, a frietkot-okban, sőt a szomszédos Hollandia határ menti városaiban is kapható. A belgák általában salátával és sült krumplival eszik.

## Elkészítése
Hozzávalók
- 1 fej hagyma
- 0.5 kg marhahús
- 3 dl barna sör
- fél kk mustár
- 1 fokhagyma
- 1 tk barna cukor
- 1 babérlevél
- 1 szál kakukkfű
- só, bors
- vaj vagy olaj

Elkészítés

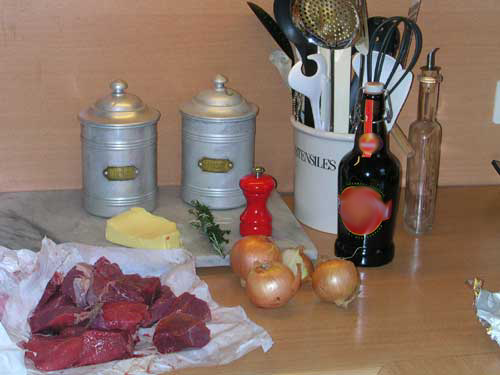
A stoofvlees hozzávalói főzés előtt

A hagymát apróra kell vágni, majd a zsiradékon üvegesre párolni. Amikor kész, akkor hozzá kell adni a kockákra, vagy kisebb szeletekre vágott marhahúst, sót és borsot. A húst addig kell sütni, amíg átfehéredik, majd hozzáadni a barnacukrot és kevergetés mellett hagyni, hogy a hús egy kis színt kapjon. Ekkor kell felöteni a sörrel (lehetőleg apátsági vagy trappista barna sörrel) és hozzáadni a babérlevelet, kakukkfüvet és a mustárt. Ekkor fedő alatt kell főzni, amíg a hús puhára nem fől. Amikor a hús puha (1 – 1 és negyed óra múlva), fedő nélkül forrni kell hagyni, amíg a leve elég sűrű nem lesz. Barna cukor helyett használhatunk egy kis édes ketchupot is.

## Fordítás
- Ez a szócikk részben vagy egészben  a   Stoofvlees című holland Wikipédia-szócikk fordításán alapul.  Az eredeti cikk szerkesztőit annak laptörténete sorolja fel. Ez a jelzés csupán a megfogalmazás eredetét és a szerzői jogokat jelzi, nem szolgál a cikkben szereplő információk forrásmegjelöléseként.